# Christianskoog
Christianskoog ist ein Ortsteil der Gemeinde Nordermeldorf, Kreis Dithmarschen. Die bis dahin selbstständige Gemeinde wurde am 1. Januar 1974 in die neu gebildete Gemeinde Nordermeldorf eingemeindet.  